# Ru de la Vallée Javot
Der Ru de la Vallée Javot ist ein kleiner Fluss in Frankreich, der im Département Seine-et-Marne in der Region Île-de-France verläuft. Er entspringt im südöstlichen Gemeindegebiet von Villeneuve-les-Bordes, entwässert generell in westlicher Richtung durch die Landschaft Brie und mündet nach rund 29 Kilometern unter dem Namen Ru de la Gaudine an der Gemeindegrenze von Héricy und Fontaine-le-Port als rechter Nebenfluss in die Seine. Bei Valence-en-Brie quert der Ru de la Vallée Javot die Autobahn A5 und die parallel verlaufende Bahnstrecke LGV Sud-Est.

## Orte am Fluss
(Reihenfolge in Fließrichtung)
- Villeneuve-les-Bordes
- Coutençon
- Échouboulains
- Valence-en-Brie
- Château de Chapuis, Gemeinde Pamfou
- Villiers, Gemeinde Machault
- Le Montceau, Gemeinde Féricy
- Barbeau, Gemeinde Héricy